# ヒットマン (漫画)
『ヒットマン』（HITMAN）は、瀬尾公治による日本の漫画。『週刊少年マガジン』（講談社）にて、2018年29号から2021年12号まで連載された。

## 概要
瀬尾公治にとって5作目の『週刊少年マガジン』連載作品。恋愛要素はあるものの恋愛の心理描写を極力排除して、過去作と比べて物語がハイテンポに進んでおり、時間経過の早さも特徴のひとつである。
歴代の中でも過去作からのクロスオーバー(スターシステム)が際立っており、前々作『君のいる町』の脇役・天谷栞が主要キャラに抜擢される、過去作のヒロインがコミックスの表紙を飾るなど、今までにない措置が取られている。
性的描写が顕著になっており、2019年41号では「全キャラクターが全裸になった第1話のリメイク」、同年46号では「主人公とヒロインの生々しい初体験」が袋とじ掲載され、コミックの巻末では「過去作のセクシーなおまけページ」が盛り込まれている。
連載誌である講談社『週刊少年マガジン』編集部が舞台。『ViVi』や『月刊少年シリウス』なども登場し、さらに『おそ松くん』などの実在漫画も言及されている。
連載当時のインタビューにて、作者の瀬尾は「実体験を元にしたフィクション」と明かしている。また、別のインタビューにて「本作では大人の恋愛を描きたい」と語っている。
ストーリー序盤は重版されるなど好評だったが、2021年12号でやや駆け足ぎみでの連載終了となった。それに併せて次作『女神のカフェテラス』が連載開始され、『風夏』以来となる同時掲載がなされた。
作中では「編集者の累計発行部数」および「作家のステータス」を戦闘力（スキル）として表示し、エピソードごとに細かく変動していたものの、中盤以降あまり表示されなくなった。
瀬尾によると、序盤は業界関係者からの評判は良かったが、読者からの評判は打ち切りを覚悟するほど悪かったという。

## あらすじ
講談社の最終面接に訪れていた剣埼龍之介は、廊下で見知らぬネームを拾う。その内容を見た龍之介は思わず作品に引き込まれてしまうが、同じく就活生である小鳥遊翼に没収されてしまう。最終面接ではまともに受け答えできず、好きな作品として「マガジンの打ち切り作品」を挙げるなど大失敗をしてしまう。だが、龍之介が面白かったと指摘した回は、人気アンケートで1位を取った回だったのだ。
数か月後、講談社に入社してマガジン編集部に配属された龍之介は、持ち込みにきた翼と再会を果たす。編集者の道を蹴った理由を問いただすと、翼は「アナタが面白いって言ってくれたからです！」と述べ、責任を取れと要求してきた。エース編集者である八神に「典型的なハズレの新人」だと酷評されたものの、技術的には拙い翼の作品に魅力を感じた龍之介は、2人で漫画家デビューを目指すことになる。
編集者として未熟な龍之介に、副編集長の夏目が指導することになり、次第に龍之介は「的確なネーム指示」「漫画の面白さを見出す」という2つの才能を併せ持ったことで、編集部内でも頭角を現すようになっていく。

## 登場人物

### 主人公とヒロイン
剣埼 龍之介（けんざき りゅうのすけ）
本作の主人公。東都大学卒業。静岡県伊豆市出身。2002年生まれ、22→26歳。
担当した作家は「小鳥遊翼」、「島風奈佳」、「天谷栞」、「春日清辰」、「ジャンヌ=ルイーゼ・ミシェル」のチーフ担当。
アシンメトリー調に逆立った髪型が特徴。明朗快活な性格。実家は伊豆で温泉旅館を営んでいる。
大の漫画好きが高じて講談社の採用試験を受け、最終面接で桂木マサトの打ち切り作『トラベリング』を絶賛し、それがきっかけで採用された変わり種。編集者を目指すきっかけは、実家の旅館に週刊少年マガジンの編集者たちが泊まりにきて、その人たちの熱意に惹かれたため。
当初は経験の浅さゆえ、自分の考えを頭ごなしに押し通すなどの面が目立ったものの、指導役である夏目の教育を受けて少しずつ成長していく。編集者としての腕はまだまだ未熟で要領も悪いが、「漫画の面白さ」を見抜く洞察眼に長けており、さらに並外れた強運（早織曰く「不思議な力」）の持ち主である。
色恋沙汰に疎く、異性の扱いも慣れていない。これまで女性と付き合ったことがない。容姿やファッションに対する評価もあまり芳しくないが、真摯で面倒見のよい人柄から好意を抱かれやすい（翼曰く「ラブコメの主人公体質」）。
初めての担当作家である翼に対しては、再会時に交わした「日本一の漫画家にしてみせる」という誓いもあり、一貫して親身に接している。やがて相思相愛になっていくものの、山城の「編集者は決して作家に手を出してはいけない」という教えから、深い関係になることを踏みとどまっていた。紆余曲折の末、沖縄へ赴いた際に想いを打ち明け、恋人同士となっている。
その後は北条からも信頼されるほどの編集者として順調な活躍をするが、翼やジャンヌ達とフランスのJapan Expoに取材に行った際、帰国する直前にホテルに置き忘れたパスポートを取りに戻る途中で交通事故に遭い、間一髪で避けたが、街灯にぶつかり頭に大けがを負ってしまう。
フランスの病院で治療をした後に帰国、その後は講談社と業務提携しているフランスの出版社に漫画雑誌の編集部員として1年間異動することとなり物語は幕を閉じた。
小鳥遊 翼（たかなし つばさ）
本作のメインヒロイン。東京都出身。2002年生まれ、22→26歳。旧姓は桂木（かつらぎ）。
龍之介にとっての初の担当作家。姫カットの長い赤髪が特徴。ハート型のネックレスを愛用している。読者モデルにスカウトされるほど容姿端麗だが、非常にヒステリックで負けん気が強い。普段こそ礼儀正しく振る舞っているものの、酔うと砕けた性格に豹変する。龍之介や美緒からも美人と言われる。
かつては漫画家である父に憧れ、ひたすらイラストを好んで描いていた。しかし、母の死をきっかけに確執が生まれ、13歳のころに祖母に引き取られて厳しく育てられた。成人してからは編集者を希望していたが、ネームを龍之介に絶賛されたことを機に再び漫画家を志した。
当初はあまり実力が伴っておらず、編集者や他の作家から「下手クソ」と酷評されていたが、栞のアシスタントを務めるようになって以降、徐々に「プロのイラスト」を描くようになっていく。元々はアナログ執筆を行っていたが、栞のアシスタントを経験して以降、スクリーントーンやカラー原稿は液晶タブレットで執筆している。しかし、ペン入れのみアナログ（本人曰く「絵を描いている楽しさが実感できるから」）。
週刊少年マガジン新人漫画賞を受賞し、期待の新鋭作家と見られていく。
読み切り作品として『ラブレター』でデビュー。若年層に支持されたことで連載決定に至るが、編集長交代により連載中止に追い込まれる。しかし、龍之介の交渉により4ページのショート漫画として連載開始。
それから連載を重ねていく中、ストーリー漫画への思いが強くなり、連載中の作品に迷いが生じてからは人気が急落する。同時期、「スポーツ選手の実録漫画」を描ける作家を募集していたため、八神と交渉の末に『御島明日香物語』が描けることになり、再度モチベーションを上げることに成功した。
担当編集者である龍之介に対しては、再会時に交わした「日本一の漫画家にしてみせる」という誓い以降、厚い信頼を寄せている。当初こそ方向性の違いなどで衝突が絶えなかったものの、彼の誠実さと向き合っていくうちに好意を抱いていく。紆余曲折の末、沖縄へ赴いた際に告白されて恋人同士となり、そのまま肉体関係を結んでしまう。それ以降、性欲旺盛ぶりが強調されるようになり、龍之介が舌を巻くほど激しいプレイに及んでいる。
『Blue Wells物語』の短期集中連載終了後に『ラブレター』の連載が再開され、島風の『KING'S KNIGHT』のバーターとして同時にアニメ化が決まる。

### 講談社

#### 週刊少年マガジン編集部
敷島 怜奈（しきしま れな）
龍之介の後輩。『週刊少年マガジン』史上3人目の女性編集者。2003年生まれ、22→25歳。
京極薫のチーフ担当、および島風奈佳のサブ担当。黒縁眼鏡とマッシュルームカットが特徴。かなりの巨乳。真面目でお堅い性格。指導役こそ綿貫であるが、北条の指示により剣埼と仕事をすることが多い。編集者としての腕は確かであり、配属まもなく大御所作家・京極の担当になる。
元来『灼熱の鬼神』の大ファンであったが、ネット上の批判をうっかり奈佳本人に見せてしまい、休載に追い込んでしまう。その後、龍之介の機転により事なきを得て、仮配属から正式配属へと昇格した。
当初は龍之介のことを毛嫌いしていたものの、奈佳の休載騒動で救ってくれたことを機に好意を抱く。
浅間 大翔（あさま ひろと）
龍之介の同期。2002年生まれ、22→26歳。
普段こそ温厚に振る舞っているが、実際はしたたかな人物。龍之介のことは嫌っているものの、翼の素質自体は高く評価している。
北条体制になった直後、他誌で連載中のベテラン漫画家を3人引き抜きに成功し、夏目と共に担当することになった。
仲田 帝士（なかた たいし）
実在人物。入社3年目の平社員。
担当作品の累計発行部数が少なく、担当作家もことごとく新人賞を逃しているため、登場初期から焦りを感じている。同僚の乙黒と共に時折嫉妬を口にしているが面倒見はよく、定期的にアドバイスを送っている。
「Blue Wells」の大ファンであり、龍之介にバンドの存在を教えた張本人。
乙黒 和彦（おとぐろ かずひこ）
実在人物。入社8年目の平社員。いつも仲田とつるんでおり主にツッコミ役として登場している。
パーマのかかった茶髪が特徴。かなりの毒舌家。
夏目 晶（なつめ あきら）
入社16年目の副編集長であり、龍之介の指導役。天谷栞の元チーフ担当（第25話まで）。
編集者としては非常に優秀であるが、出世欲に乏しいリアリスト。以前から打ち切り候補作ばかり引き継いできており、その全てを円満修了までもっていっている。担当作品の累計発行部数はいまだゼロ。
北条体制になって以降、浅間と共に北条派の編集部員として身を置いている。
山城 廉太郎（やましろ れんたろう）
初代『週刊少年マガジン』編集長。入社27年目の大ベテラン。桂木マサトの2代目チーフ担当。
龍之介が配属される契機を作った張本人。編集者時代は桂木マサトを売れっ子漫画になるまで育て上げ、コミックス累計2億部以上売り上げた伝説の編集者として評されていたが、編集長としては「アタリ・ハズレ」の激しい新人作家を大量に起用したことで部数を激減させ、そのことで17話より編集長の座を降りることとなる。
編集長の座を降りた後、ヤングマガジン編集部に異動、3年後の入社30年目の時点でヤングマガジン編集長へと出世している。
北条 伸時（ほうじょう しんじ）
2代目『週刊少年マガジン』編集長。入社21年目の大ベテラン。
公家顔が特徴。『月刊少年シリウス』編集長時代の手腕を買われ、山城の後任として就任する。奈佳に対しては絶賛している一方、翼に対しては否定的な意見を述べている。編集会議では八神と対立しているが、それでも個人的に龍之介のことを買っているらしく、「SNSで話題になった作品を容易に連載させて失敗した例」「読者もバカではないこと」など、自らの経験を語っている。
八神 千虎（やがみ かずたけ）
入社16年目の編集次長。桂木の3代目チーフ担当。
アンダーリム眼鏡とオールバックが特徴。クールで物怖じしない性格。「音羽プロダクション」との不祥事の際、極秘裏にフリーライターを使って蛮行現場を撮影し、週刊誌に提供しようと計画していた（明日香の介入により、未遂に終わった）。
若月とは極秘に交際している。
名取 賢治（なとり けんじ）
入社12年目の副編集長で浅間の指導社員。
有果子のグラビア撮影時、龍之介にしぶしぶ頼みごとをする姿が描かれた。
綿貫 雅（わたぬき みやび）
入社10年目の副編集長。敷島の指導社員。『週刊少年マガジン』史上2人目の女性編集者。
隠れがちな左目と一本結びが特徴。サバサバとした男勝りな性格。ギャンブラーであり、よく競馬新聞を眺めている。
伏見 直樹（ふしみ なおき）
入社6年目の副編集長。
陰気でイヤミな口調で話す。異例の速さで昇格を成し遂げ、その手腕は周囲からも認知されている。

#### ViVi編集部
川内 美緒（かわうち みお）
本作のサブヒロインの1人。東都大学卒業。2002年生まれ、22→26歳。
センター分けのボブカットが特徴。要領のいい性格。龍之介とは大学時代からの友人であり、以前から想いを寄せている。アプローチするも気づいてもらえていない。
若月 藍子（わかつき あいこ）
入社9年目の副編集長であり、美緒の指導社員。ノーブラ。
妖艶な美女。八神とは極秘に交際している。

#### ライツ事業部
立石 謙介（たていし けんすけ）
実在人物。ライツ・メディアビジネス局ライツ事業部々次長。入社18年目。
アニメ『ラブレター』の責任者。週マガ全盛期には多くのアニメ作品を担当していたが、現在は「給料泥棒」と揶揄されるほど堕落した生活を送っていた。そんな中、龍之介に焚きつけられて昔の敏腕ぶりを発揮していく。
色恋沙汰については非常に疎く、古鷹の想いにはまったく気づいておらず、さらに龍之介のことも完全にジゴロ扱いしている。

### 作家

#### 剣崎担当
島風 奈佳（しまかぜ なのか）
本作のサブヒロインの1人。広島県庄原市出身。2007年生まれ、18→21歳。
広島弁が特徴。非常にマイペースかつ自由奔放な性格。一人称は「ウチ」。
16歳でデビューを果たした経歴を持ち、高校卒業を控えた数か月前に『月刊シリウス』から移籍してきた。
『シリウス』連載当時の担当編集が自分の意見を押し付けるタイプであったことから、当初は龍之介に対しても良い印象を持っていなかったが、打ち合わせを繰り返す内に龍之介に対し信頼を寄せるようになり、漫画家人生の全てを捧げるために卒業まで残り3ヵ月であるにもかかわらず、高校を中退して龍之介と同じマンションに引越し上京した。
感情の起伏が激しく、打ち合わせの際に少しでも意見が合わないと激昂し、意見が合うと子供の様にはしゃいだりする一面があり、龍之介からは「難しい子」と評されている。
週マガ移籍後は『KING'S KNIGHT』の連載を開始し、アンケート集計結果でトップ3にランクインするほどの人気を獲得する。執筆スタイルは完全なアナログ派。北条からは「20年に一度の逸材」、桂木からは「教えることは何もない」と評されるほどの画力の高さと速筆ぶりを持つ。絵柄に関しては主流な絵柄と比較される際に「若干古い」と評される。温室育ちでインターネットに一切触れていなかったことから、敷島経由で自身の作品がネット上で否定的な意見が書き込まれていることを知った瞬間に強いショックを受けて泣きながら引退を口にするなどメンタル面では弱く、マガジン編集部内で大きな騒動となった。
この騒動で敷島が激しく落ち込んでしまったが、龍之介の発案で過去に敷島がアルバイトとして勤務していた本屋で島風のためにサイン会を開き、ファンとの交流を深めたことで引退を撤回した。また、島風が休載している間に北条の案で翼の代原で穴埋めしていたことから以降は翼のことをライバルとしてだけでなく恩人として接しており、翼が『御島明日香物語』で機材トラブルが起きた際に臨時アシスタントとして恩返しをした。
その後はアンケート上位をキープし、ほどなく『KING'S KNIGHT』のアニメ化が決まるが、上記の様に絵柄が若干古いと會澤から指摘され、アニメ版のキャラクターデザインで筋肉質なキャラクターが女性ウケするスリムな体型に改変されてしまい、男性キャラが多い作品だからこそ女性のアニメファンに売り込みたいという考えに反発。多忙な奈佳に代わり龍之介と敷島が會澤と菊地の二人を説得し、菊地が描き直したデザイン画を見た奈佳が影響を受けるなど一旦は収拾したかに見えたが、アニメ放送後にSNS上で作画崩壊が悪い意味で話題になってしまったことから直接制作会社に出向き、會澤と菊地との話し合いの末、友好的な関係を築くこととなった。
天谷 栞（あまや しおり）
『君のいる町』の脇役であり、画業10年以上の中堅作家。本編では35→38歳。
翼をアシスタントに誘っており、漫画が上達することを保証してくれている。
前々作では眼鏡にアップスタイルという容貌だったが、本作では裸眼にショートカットという容貌に様変わりしている。性格もより大胆になっており、巻末の「おまけページ」では主要キャラとして活躍。
デビュー当時、編集部の依頼により得意分野でないテニス漫画を連載していたが、短期間で打ち切りとなった過去が明かされている。しかし、連載時にお色気シーンを描いた際に限りアンケートの好結果だったため、お色気路線を確立していく。
長らく担当編集だった夏目に対して好意を抱いているものの、当の夏目からは「担当と作家」という考えで恋愛対象に含まれていない。チーフ担当になって5年を迎えるにあたり、高級時計タグ・ホイヤーをプレゼントしようと計画するが、夏目が担当から降りたため失敗に終わる。なお、このタグ・ホイヤーは龍之介へ譲渡された。
やがて約6年間連載していた『霧隠れさんは忍ばない！』が円満終了し、お色気漫画は描き切ったことで“今のマガジン”にはない料理漫画を執筆したいという理由の元、数ヵ月後には友人である桐島青大をモデルにした料理漫画『バリうま食堂桐島!!』を連載開始するが、2週目の時点で15位にまで落ち込むなど苦戦を強いられてしまい、得意のお色気路線にシフトするも健闘虚しく打ち切りになってしまう。
龍之介から打ち切りが決まったことを打ち明けられた後に激しく落ち込んでいたが直後に夏目と再会し、一夜を共にしたことで翌日には元気になっていた。
主要キャラに抜擢された経緯は、作者曰く「"ちょうどいいや"と思ったから」という軽い理由。
春日 清辰（かすが きよたつ）
画業10年以上の中堅作家。京極の弟子。1992年生まれ、34→36歳。
龍之介にとって初の男性作家。かつては他誌で活動していたが、後に週マガへ移籍する。若手時代、担当編集者に自作のアイディアが大御所作家に流用され、デビューが数年遅れてしまった。それ以降ずっと編集者に対する拒絶反応が強くなり、一種のトラウマを抱えてしまっている。
コワーキングスペースで出会った翼に興味を抱き、まもなく告白するが振られてしまう。後日、龍之介が翼と交際していることを知り、関係を公にしないことを含めた条件（「担当は剣埼龍之介が担当すること」、「担当編集は漫画の内容に一切口出ししないこと」）を付けて連載することを要求。
数か月後に『WILD HUNTERS』を連載開始。当初は売れっ子作家という話題性もあり、読者アンケートで1位を獲得したことで週マガ編集部に訪れて啖呵を切り始めたり、業界人を招いてパーティーを開くなど調子に乗っていたが、龍之介の意見に耳を傾けず読者を見下した姿勢が仇となり、翌週からは徐々に低迷、遂には最下位にまで転落してしまう。
まもなく龍之介行きつけのバーで龍之介と盾山に出くわし、その際に龍之介の人間性に触れて改心する。それ以降、週1回のペースで打ち合わせを行う様になるが、毎回口論になっている（伏見と綿貫曰く「地獄みたいな打ち合わせ」）。
ジャンヌ=ルイーゼ・ミシェル
フランス出身の新人作家。株式会社コミュニケート所属。2007年生まれ、20→21歳。
金髪碧眼の西欧美人。大学生の傍ら（ただし休学している）、通訳として働いていた。ネット上で密かに「J」という名で活動を行っていた折、ファンタジー漫画『オルレアンの乙女』が一躍話題となり、複数の出版社からオファーが殺到する事態に発展。しかし、当の本人はまるで連載する意思がなく、それらをすべて無視していた。
実は京極作品の大ファンであり、来日する約7年前にはサイン会で直接対面している。その際に交わした「いずれ同じ雑誌で連載しよう」という約束の元、今日まで活動を続けてきた。
ストーリー構成・画力の高さは群を抜いており、そのポテンシャルは作中でもトップクラス。『オルレアン乙女』連載当初からアンケートでトップ10にランクインする程の人気を獲得する。第1巻の初版発行部数は新人としてはやや多めの5万部だったが、即日重版。周囲の高評価に対し龍之介は「単行本初版100万部を目指せる作品です」と発言。常識を超える発言で、先輩編集者仲田の冷やかしを受けてしまう。だが、その才能に気づいた翼たちを震え上がらせ、元伝説の編集者・山城廉太郎に「時代を創る漫画になる」と高評価を受ける。そして、5巻では龍之介の期待に応え、初版100万部を達成。さらなる飛躍を目指す。

#### 敷島担当
京極 薫（きょうごく かおる）
画業27年目の大御所作家。春日の師匠。1980年生まれ、46→48歳。
かつては他誌で活動していたが、後に週マガへ移籍する。数々の原作者付きの作品をアニメ化、ドラマ化、映画化に導いた作画のスペシャリスト。多くのヒット作を生み出している反面、ストーリー構成力が低いため、自身のオリジナル作品は1本もなかった。
そんな折、一念発起して週マガに持ち込みをすべきか迷っていた矢先、偶然通りかかった龍之介にエールを送られ、オリジナル作品に持ち込んで編集部を驚かせた。
それに伴い、盾山から受けた実録漫画「Blue Wells」のオファーを断り、結果的に翼へ譲った。後に『唯我独尊』を連載開始し、アンケート上位をキープしている。

#### 八神担当
桂木マサト（かつらぎ まさと）
翼の実父。画業30年以上の大御所作家。1976年生まれ、49→52歳。
極度のヘビースモーカー。デビュー以前、ヤンキーとして喧嘩に明け暮れる一方、ネームを送り続けるという生活を送っていた。そんな中、巡り会った女性編集者と恋仲になり、結婚して翼をもうけた。
デビュー当時はひたすら打ち切りを繰り返していたが、売れっ子作家になってからは家庭を顧みなくなり、挙句の果てに翼のことを捨てた過去がある。それ以降、翼からは徹底的に蔑視されており、さらに本人も「自分に家族などいない」と述べ、父娘の縁は完全に切れている。
執筆スタイルはアナログ派。本人曰く「（デジタル作画は）絵を描いている気がしない」らしく、さらに「紙にペンでガリガリ描くから面白ェんだよ」と述べている。

### 業界人
音羽 明文（おとわ あきふみ）
芸能事務所「音羽プロダクション」取締役。御島明日香のマネージャー。
利益追求のためなら嘘も厭わず、権力を使って敵対者を追い落とそうとする卑劣漢。打ち合わせの際、明日香がアメリカ遠征中であることを利用し、「（明日香に）恋愛経験などない」、「国民はそんな漫画を望んでいない」、「恋愛話なんて描いてもスポンサーは喜ばない」など、偽りの情報をひたすら吹き込んだ。さらに漫画そのものを馬鹿にする言動を取ったため、龍之介と口論する事態になった。
後日、講談社に圧力をかけて億単位の損害が出る大問題に発展してしまう。まもなく謝罪に訪れた八神に対して土下座を強要し、頭を踏みつけるという蛮行を行った末、「役員を連れて来い」という傲岸不遜な態度を取り、講談社にさらなる圧力をかけ続けた。
その最中、当事者である明日香が帰国。それから栞経由で龍之介と対面し、事前に送っていたメール内容とまったく異なることが発覚。その後、明日香を含めた関係者3人から問い詰められ、虚偽が明るみに出て失脚。
スター選手である明日香に対しては頭が上がらず、以前からまったく信頼されていなかった。明日香からは嘘を吐いたら事務所から抜けると何度も釘を刺されており、その度に顔色を窺っていた。
盾山 清輝（たてやま きよてる）
他誌にいる乙黒の同期。入社8年目の副編集長。
前述の音羽と同じく、利益追求タイプの目ざとい人物（乙黒曰く「金の匂いに敏感」）。編集者としての腕は確かなものの、裏表が激しい難のある性格。
『Blue Wells物語』の漫画化に際し、担当作家を引き合いに出して連載を勝ち取ったが、先述の通り京極が週マガに移籍してしまったため、結果的に譲渡する形となった。その後、乙黒を通じで龍之介を呼び出し、京極および春日の動向を探るなど交友を続けようとするが、パワハラを交えて接してくるため龍之介からは良い印象を持たれていない。
七尾 有果子（ななお ゆかこ）
龍之介の幼馴染。ジャンヌプロモーション所属。静岡県伊豆市出身。2003年生まれ、22→25歳。
売り出し中のファッションモデル。ブロンドのショートヘアが特徴。狡猾な性格。翼が認めるほどの美貌を持ち、若い世代から人気を得ている。龍之介のことを「龍兄ちゃん」と呼んで慕っているが、彼からは妹くらいにしか思われていない。
鶴見 咲ノ丈（つるみ さきのじょう）
大御所カメラマン。63歳。
かなりの気分屋。数々のコンクールで賞を総なめにしてきた実績を持つ。
會澤 仁（あいざわ じん）
大物アニメーション監督。アニメ『KING'S KNIGHT』を担当する。
菊地 珠美（きくち たまみ）
フリーランスのアニメーター、『KING'S KNIGHT』のキャラクターデザイナー兼作画監督。
当初は制作会社の依頼で『KING'S KNIGHT』の筋骨隆々なキャラをアニメ映えするスタイリッシュなデザインにしたことから奈佳から強い反発を受けたが、「ちゃんとアニメ映えする本当の骨格と筋肉」で修正したデザイン画を奈佳に見せたところ今度は奈佳が影響を受けてしまうなど、画力の高さで評されており、龍之介からは物腰は穏やかだが「威圧感は島風並み」とも評されている。
九里（くり）
中堅アニメーション監督。アニメ『ラブレター』を担当する。
低予算制作のため、脚本・シリーズ構成などを手掛けることになってしまい、周囲から不安視されてしまう。
神宮寺 若葉（じんぐうじ わかば）
本作のサブヒロインの1人。13エンタテイメント所属。福島県いわき市出身、埼玉県浦和市在住。
現役の女子高生である新人声優。明るく前向きだが、天然ボケで掴みどころのない性格（龍之介曰く「少し変わった娘」）。『ラブレター』のオーディションに途中参加し、製作スタッフからは終始軽視されていたが、翼から作品のイメージに合うということでヒロイン役を掴む。
産まれた直後に母を亡くし、祖母と父の3人で暮らしていたが、親孝行させたく声優を目指して上京。都内の高校に通いつつ、週6ペースでアルバイトをしながら声優の養成所に通っている苦労人。
ヒロイン役に抜擢された直後、歌手デビューする案が浮上。しかし、商品化できる歌唱力を持ち合わせておらず（立石曰く「素人のカラオケレベル」）、一度は立ち消えとなってしまう。そんな中、龍之介が西辺と知り合いだったことから氷無小雪をボイストレーナーとして紹介してもらい歌唱力を向上。『もっと一緒』で歌手デビューまで果たした。
龍之介と仕事をしているうちに恋をしてしまい、一度告白するも翼と交際している事を理由に振られてしまう。しかし、めげること無く以降は恋のライバルとして龍之介を狙い続けている。
古鷹 麻由（ふるたか まゆ）
現役有数の売れっ子声優。ボイセスプロダクション所属。島根県出雲市出身、東京都板橋区成増在住。
マジメで礼儀正しいが、思い込みの激しい性格。空手の経験者（本人曰く「正拳突きが得意」）。『ラブレター』のイベントツアーに参加した際、龍之介との間に齟齬を招いて以降、彼のことを目の敵にしていた（後に誤解は解ける）。
実はスーパー銭湯兼レディースマンション・ハイツ旭湯の住人。

### 親族
剣埼 秋子（けんざき あきこ）
龍之介の母親。江戸時代から続く老舗・剣崎旅館の女将。
息子に劣らぬ早とちりな性格。
翼の母親（仮称）
桂木の初代チーフ担当。『週刊少年マガジン』史上初の女性編集者。故人。旧姓は小鳥遊（たかなし）。
本編開始の約10年前に死亡している。泣きボクロが特徴。病弱であったが芯は強く、公私ともに夫を支える献身的な性格だった。桂木にとって「自分に臆することがない初めての相手」だったらしく、惚れ込んで猛アタックを繰り返した結果、交際をすることになり結婚。同時に講談社を退職し翼を生んだとのこと。
桂木が妻の病気を漫画のネタにした際、アシスタントたちが反発して出て行った時も「あの人を見捨てないでほしい」と説得し、桂木のことを亡くなるまで見守り続けていた。

### その他
マスター（仮称）
都内某所にある地下バーの経営者。本名不明。
妙齢の艶っぽい美女。恋愛経験が豊富らしく、龍之介に時折アドバイスを送っている。Tバックを愛用している。
ヤス、ノブ、シロ
桂木の専属アシスタントたち。3人ともアナログ派だが、業界トップクラスの実力を持つ。

### 過去作

#### 涼風
涼風の登場人物も参照。
秋月 大和（あきつき やまと）
3作前の主人公。本編では38歳。世界陸上で銀メダルを獲得した元陸上選手。引退後、コメンテーターとして活動中。
秋月 涼風（あきつき すずか）
3作前のヒロイン。本編では38歳。専業主婦。
桜井 萌果（さくらい ほのか）
3作前のサブヒロイン。本編では38歳。女優。
名前のみの登場。
藤川 美穂（ふじかわ みほ）
大和の従妹。本編では36歳。スーパー銭湯兼レディースマンション『ハイツ旭湯』の大家。

#### 君のいる町
君のいる町の登場人物も参照。
桐島 青大（きりしま はると）
前々作の主人公。本編では33歳。飲食店・桐島食堂の店主。
『御島明日香物語』および『バリうま食堂桐島!!』のモデルとして登場。
桐島 柚希（きりしま ゆずき）
前々作のヒロイン。本編では33歳。高校教師。
『御島明日香物語』および『バリうま食堂桐島!!』のモデルとして登場。夫である青大には内緒で栞の写真のモデルとして週に1回、小遣い稼ぎをしている。
翼の高校時代の恩師。
御島 明日香（みしま あすか）
前々作のサブヒロイン。本編では33歳。ソフトボール選手。
『御島明日香物語』のモデルとして登場。
保科 美友（ほしな みゆ）
第3巻の描き下ろし漫画に登場。本編では33歳。
柚希同様、栞の作家モデル（巨乳キャラ専門）。前々作よりも妄想癖が激しくなっており、電動消しゴムや雲形定規を大人のおもちゃと勘違いするなどを繰り返し、栞からも呆れられている。
枝葉 懍（えば りん）
柚希の義妹。本編では32歳。ベンチャー企業「株式会社EVER'S DREAM」の代表取締役社長CEO。
営業で訪れた龍之介に対し、セクハラ行為を繰り返した。

#### 風夏
風夏の登場人物も参照。
榛名 優（はるな ゆう）
前作の主人公。Blue Wellsのボーカル兼ベーシストであり、バンドリーダー。本編では19歳。
『Blue Wells物語』のモデルとして登場。自身のバンドが漫画化されることに歓迎する一方、秋月風夏に触れることは難色を示していた。しかし、龍之介たちの奮闘によって心を動かされ、涙ながらに彼女の死を乗り越えた。
秋月 風夏（あきつき ふうか）
前作のヒロインにして、大和と涼風の長女。故人。享年16。
『Blue Wells物語』のモデルとして登場。完全に成仏していないらしく、幽霊として優達の前にたびたび現れている。
碧井 風夏（あおい ふうか）
前作のもう1人のヒロイン。Blue Wellsのボーカル兼ギター。本編では21歳。
『Blue Wells物語』のモデルとして登場。優とは対照的に「秋月風夏の死」を描いてほしく、その存在がもっと多くの人たちに知れ渡ることを望んでいた。
天谷 早織（あまや さおり）
栞の姉であり、有限会社『TWINKLING STAR』の社長。本編では48歳。
Blue Wellsを漫画化するにあたり別冊ではなく、発行部数が最も多い週刊連載という条件を突きつけている。
西辺 誠（にしべ まこと）
伝説のロックバンド・HEDGEHOGSの創設者。
当初からモブキャラとしてたびたび登場しており、ようやく龍之介と絡んだ際は自身がHEDGEHOGSの創始者であると誇らしげに語っていたが、酔っ払い扱いされて信用されなかった。その後、優を通じて知り合ってからは龍之介にヘッジホッグスのメンバーを紹介したり立石とは意気投合して飲み友達になるなどの交友を深めている。
『風夏』本編ではイギリス在住であったが、帰国後に音楽活動を再開し、立石からの依頼で若葉のデビュー曲を手掛けている。
HEDGEHOGS（ヘッジホッグス）
世界的ロックバンド。メンバーは氷無小雪（2代目Vo）、たま（初代Vo、現G）、石見寿（G）、ニコ（B）、吉野友美（Key）矢矧伸明（Dr）の6人組。
本作では1話の時点でゲストとして登場しているが、本筋に絡んだのは78話から。
『ラブレター』でヒロイン役を掴んだ若葉にオープニング主題歌を歌わせようとするも、歌唱力が素人のカラオケレベルで立石からは商品にできないレベルと判断されたため、1度は却下される。龍之介のツテでボイストレーナーとして優に連絡を取るも、スケジュールの都合で断られてしまう。龍之介がバーで落ち込んでいたところで西辺と再会したことがキッカケで知り合いのボイストレーナーを紹介してもらうが、そのボイストレーナーがHEDGEHOGSの面々であった為、その場にいた龍之介を含めた全員が驚いていた。
氷無 小雪（ひなし こゆき）
前作のサブヒロインで元アイドル歌手、元ラビッツ、現HEDGEHOGSの2代目ボーカリスト。
本作では若葉のボイストレーナーとして登場しているが、若葉のことは妹の様に可愛がっておりボイストレーニングだけでなく勝手に衣装のコーディネートを提案していた。

## 劇中劇

### 小鳥遊翼
ラブレター
翼のデビュー作。恋愛を題材にした学園漫画。累計発行部数は35万部。
読み切りの読者アンケートは11位だったものの、29歳以下の読者層から評価を得て連載決定。しかし、編集長交代の憂き目に遭って連載中止に追い込まれる。そんな中、翼が起死回生のためSNSに拡散したところ思いのほか好評で、龍之介の交渉もあいまって、最終的にショート漫画という形で連載スタート。
下記『Blue Wells物語』の連載に合わせて休載していたが、復帰後まもなく15分枠のアニメ化が決まる。しかし、放送局の都合で急遽30分枠にされてしまい制作側がパニックになるが、龍之介の機転で同じ話を二度流し、前半が本編、後半は方言でアフレコする方式で事なきを得ている。
アニメ終了後、フランスで交通事故に遭った龍之介の話を耳にして、突如ヒロインを死亡させるアイデアが浮かび独断でヒロイン死亡展開のネームを執筆し、周囲から反発されたが、事故から回復し帰国した龍之介から絶賛されたことでヒロイン死亡路線を継続。アンケート結果で2位なり、実父である桂木の勝ち回を意識して執筆した『タッチアップ』を6位にまで落としたことから激怒した桂木を本気にさせてしまい、以降は接戦を繰り広げていたが、1位を取り続ける桂木を超えることが出来ず、アニメも第2期が決まる中、アイデアが枯渇してしまい連載を終了することになってしまった。
タイトルの『ラブレター』は瀬尾が2007年に週マガで執筆した同名の読み切り作品から、伊藤梓颯、黒田謙志といった登場人物名は瀬尾が2005年のマガジンワンダーで執筆した読み切り作品である『梓颯』からそれぞれ流用されている。
御島明日香物語
読み切りのエッセイ漫画。全30ページ。
前々作『君のいる町』のサブヒロイン・御島明日香を題材に取り上げ、主人公・桐島青大との出会いから別れまでを描いている。マガジン編集部で作家を募集していたところ、ちょうどストーリー漫画を描きたがっていた翼が選ばれる。
Blue Wells物語
翼にとって初のストーリー漫画。連載期間は約4か月。全2巻。累計発行部数は約30万部。
前作『風夏』のロックバンド「Blue Wells」を題材に取り上げたヒューマン作品。前身「The fallen moon」の創設メンバー・秋月風夏との死別、その後に主催した「BLUE SUMMER」フェスが描かれている。

### 島風奈佳
灼熱の鬼神
奈佳のデビュー作。掲載誌は月刊少年シリウス。連載期間は約2年半。全6巻。累計発行部数は約100万部。
KING'S KNIGHT
奈佳の代表作。中世のヨーロッパを舞台にしたバトル漫画。
敷島の軽率な行いにより一時休載するが、後に連載復活を果たす。それ以降、読者アンケートで常に上位をキープし、ほどなくアニメ化が決まる。

### 天谷栞
LOVEスマッシュ!!
栞のデビュー作。テニスを題材にしたスポーツ漫画。連載期間は約3か月。全2巻。
霧隠さんは忍ばない！
栞の代表作。女忍者を題材にしたお色気漫画。連載期間は約6年。累計発行部数は約500万部。
作中に登場するお色気ポーズは翼や柚希、保科美友がモデルになっていた。
バリうま食堂桐島!!
栞の打ち切り作。心機一転を図ったグルメ漫画。連載期間は約4か月。全2巻。累計発行部数は約3万部。
前々作『君のいる町』の主人公・桐島青大がモデル。連載当初から読者アンケートで下位に沈むなど、悪戦苦闘を強いられている。やがて従来のお色気路線にシフトするが、その甲斐もなく打ち切りになってしまう。
2015年に瀬尾が執筆した『君のいる町』の後日談で同名のタイトルがヤングマガジンサードVol.9に掲載されたことがある。
猿飛さんも忍ばない！
栞の新作。詳しい内容は割愛されているが、先述の『霧隠さんは忍ばない！』と同じくお色気漫画の模様。
春日の『WILD HUNTERS』と同時期にアニメ化が決定した。

### 春日清辰
シャイニング・ウィザード
春日の代表作。累計発行部数は約8500万部。
アニメ化もされるほどの人気を得ており、OP主題歌はLe-bardが担当していた。
WILD HUNTERS
春日の新作。ファンタジー系のバトル漫画。
栞の『猿飛さんも忍ばない！』と同時期にアニメ化が決定した。

### ジャンヌ=ルイーゼ・ミシェル
オルレアンの乙女
ジャンヌのデビュー作。ジャンヌ・ダルクを題材にした転生漫画。
社会現象を巻き起こすほど大ヒットする。

### 桂木マサト
トラベリング
桂木の打ち切り作。バスケットボールを題材にしたスポコン漫画。
龍之介の採用きっかけ。
タッチアップ
桂木の代表作。高校野球を題材にしたスポコン漫画。連載期間は約20年。累計発行部数は約9000万部。

## 書誌情報
- 瀬尾公治 『ヒットマン』 講談社〈講談社コミックス〉、全13巻
  1. 2018年10月17日発売[51]、ISBN 978-4-06-513087-2
  2. 2018年12月17日発売[52]、ISBN 978-4-06-513492-4
  3. 2019年3月15日発売[53]、ISBN 978-4-06-514448-0
  4. 2019年5月17日発売[54]、ISBN 978-4-06-515141-9
  5. 2019年9月17日発売[55]、ISBN 978-4-06-515728-2
    - 『特別小冊子付き特装版』同日発売[56]、ISBN 978-4-06-517121-9

  6. 2019年10月17日発売[57]、ISBN 978-4-06-517168-4
    - 『「SPECIAL BOOKLET THE 初体験 in OKINAWA」付き特装版』同日発売[58]、ISBN 978-4-06-517169-1

  7. 2019年12月17日発売[59]、ISBN 978-4-06-517548-4
  8. 2020年3月17日発売[60]、ISBN 978-4-06-518268-0
  9. 2020年5月15日発売[61]、ISBN 978-4-06-518857-6
  10. 2020年7月17日発売[62]、ISBN 978-4-06-520109-1
  11. 2020年10月16日発売[63]、ISBN 978-4-06-521016-1
  12. 2020年12月17日発売[64]、ISBN 978-4-06-521634-7
  13. 2021年3月17日発売[65]、ISBN 978-4-06-522654-4